# Dichotomius carolinus
Espèce
Synonymes
Copris carolinus (Linnaeus, 1767) 
Pinotus bituberculatus (Harold, 1869)
 Pinotus carolinus (Harold, 1869)
Le Dichotomius carolinus est un Coléoptère de la famille des Scarabaeidae qui se rencontre depuis le Centre jusqu'à l'Est de l'Amérique du Nord.
Ce gros insecte coprophage vit notamment dans les endroits dégagés et fréquentés des vaches et chevaux. Il peut atteindre de 20 jusqu'à 30 mm de long.

## Description
Sa livrée est noire, à reflets argentés et ornée de six à dix bandes beige pâle. Sa face ventrale présente une abondante pilosité beige marron. Son pronotum est très proéminent et quelque peu bosselé. Ses élytres fermés forment un carré bombé, la pointe arquée, et ornés de douze bandes parallèles ponctuées de points beiges, dont six bandes unies de couleur beige qui couvrent la moitié postérieure de l'élytre.
Ses fémurs sont costauds, la face interne nettement arquée. Ses tibias sont noirâtres et présentent une fine pilosité. Ses tarses sont coussinés, ses métatarses sont argentés.

## Répartition
Il se rencontre du Massachusetts jusqu'au Dakota du Sud, de la Floride jusqu'au Texas.

## Cycles
Selon les régions, l'adulte se rencontre du mois d'avril à octobre.

## Mœurs
Son comportement est similaire à ceux appartenant au genre Ontophagus. Il fréquente les endroits où vivent de gros mammifères, notamment les vaches et les chevaux, afin d'enterrer leurs excréments sur place. Il gardera jalousement ses caches.
Il serait doué d’une telle force qu’on ne saurait le maintenir dans un poing fermé.